# 헤르만 모레노
헤르만 모레노(스페인어: German Moreno, 1933년 10월 4일 ~ 2016년 1월 8일)는 필리핀의 텔레비전 진행자, 배우, 연예 매니저이다.